# Las Cuevas
Las Cuevas – wioska w Argentynie, na granicy z Chile, w prowincji Mendoza, w Departamencie Las Heras, położona w Andach, około 210 km na zachód od stolicy prowincji - Mendozy oraz 88 km od Uspallaty - najbliższego ośrodka miejskiego. Przez wioskę przebiega droga krajowa nr 7, łącząca stolicę Chile - Santiago z Mendozą, która jest częścią autostrady Panamerykańskiej. W roku 1903 doprowadzono tu linię kolejową z Mendozy, którą następnie przedłużono tunelem pod przełęczą Paso de la Cumbre do Los Andes w Chile. Linia istniała do 1984 roku, widoczne są jeszcze jej ślady równolegle do szosy. 

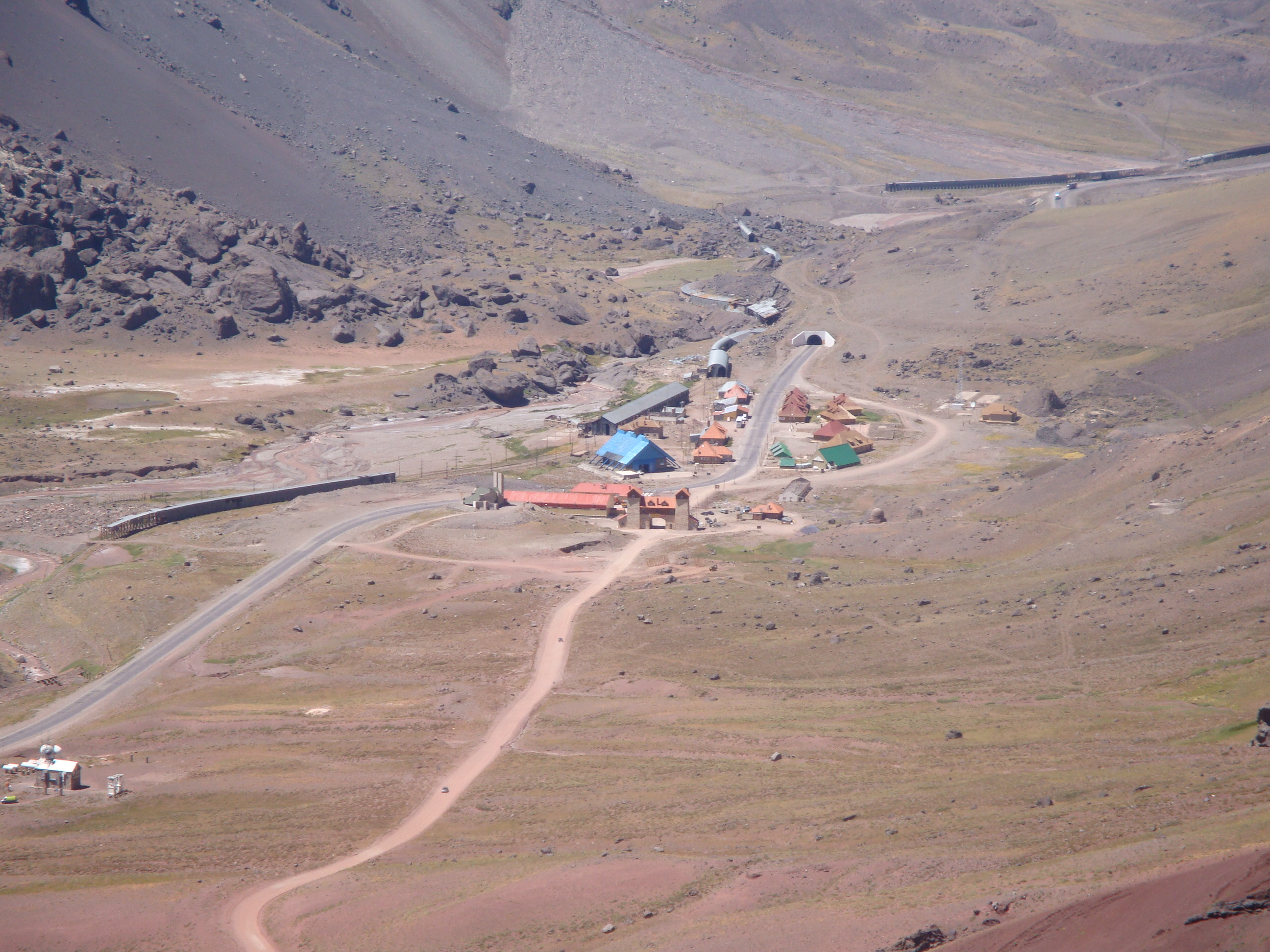
Widok na Las Cuevas

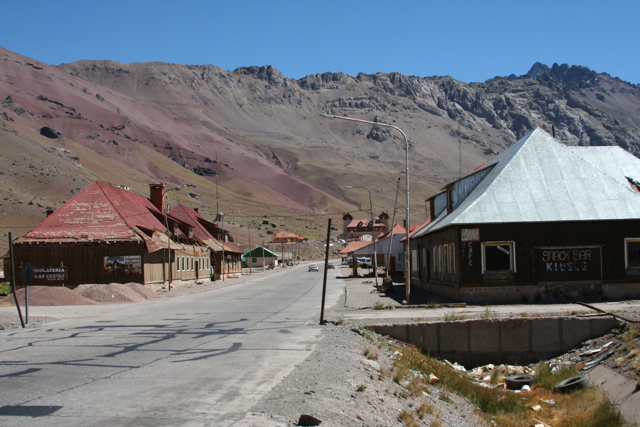
Droga krajowa nr 7 w Las Cuevas

Według spisu statystycznego (INDEC) z 2001 roku liczba stałych mieszkańców wynosiła 7 osób. Istotne dla funkcjonowania miejscowej populacji, która zmniejszyła się z 56 osób w 1991 roku była budowa tunelu Chrystusa Zabawiciela (na wysokości 3 185 m n.p.m.). 
W odległości 9 km od wioski po wijącej i pnącej się do góry drodze, która kiedyś była częścią starej trasy prowadzącej do Chile (obecnie jest to droga krajowa A006) można dotrzeć do figury Chrystusa Zbawiciela z Andów, która jest symbolem braterstwa pomiędzy Argentyną i Chile.
Miejscowy wysokogórski klimat jest chłodny i wilgotny. W czasie zimy padający śnieg często blokuje przejazd do Chile, a temperatura może spadać do -20ºC. Natomiast w czasie lata, w gorące dni temperature może wzrastać do 25ºC. Średnia temperatura w lipcu wynosi -2ºC, a w styczniu 11ºC. 
Miejscowość położona jest na wysokości 3 151 m n.p.m.
Najbardziej charakterystycznym obiektem jest hotel i restauracja Arco de Las Cueva.